# Inga Bengtzon
Inga Margareta Bengtzon född 20 juli 1920 i Kistbergs församling, Östergötland, död i 6 maj 2017 i Uppsala domkyrkoförsamling i Uppsala, var en svensk diakon.  

## Biografi
Bengtzon var dotter till arrendatorn Halvor Natanel Bengtsson och hans hustru Greta Maria Charlotta Bengtsson (f. af Robson). 
Åren 1947–52 var hon ungdomssekreterare i Uppsala ärkestift och en kraft i efterkrigstidens moderniserade ungdomsarbete. Efter socionomutbildning diakonissvigdes hon 1954 som en av de första diakonissorna med högskoleutbildning. Hon var anställd för kyrkligt ungdomsarbete i Göteborg 1954–61. Därifrån rekryterades hon till Svenska kyrkans diakonistyrelse för att på nationell nivå arbeta med familjefrågor. Åren 1967-85 var hon, som den första diakonissan, direktor för Samariterhemmet. Under hennes ledning kom Samariterhemmet att utvecklas från att vara ett klosterliknande moderhus till en modern institution som drev sjukhus, äldrebostäder, handikappcentrum, patitenthotell och utbildningscentrum. Hon hade en rad viktiga uppdrag i Svenska kyrkan blanda annat  ledamot av biskopsmötets utbildningsnämnd, Svenska kyrkans diakoninämnds utbildningsutskott, styrelsen för Svenska kyrkans utbildningsinstitut och stiftelserna Fjellstedtska skolan och Kyrkfrämjandet. Hon blev suppleant på ett opolitiskt mandat i Svenska kyrkans centralstyrelse inrättades 1983.  blev hon suppleant där på ett opolitiskt mandat. Hon invaldes 1972 i styrelsen för diakonianstalternas internationella federation Diakonia, där hon var president 1979–88 och hon fick därmed en funktion som observatör i Kyrkornas världsråd. 